# معركة المدية (1831)
واجهت القوات الصناهجية المتمثلة في العروش الامازيغية الصنهاجية في مدينة المدية قوات الإحتلال الفرنسي بقيادة الجنرال بيرتيزين، أثناء غزو فرنسا للجزائر، في يونيو ويوليو من سنة 1831 وتعرض المقاومة الصناهجية للغدر من طرف الحامية العثمانية المتحالفة مع الفرنسيين ويحاصر الصنهاجة في منطقة تبحرين وتمزقيدة ويقتل منهم الالاف غدراا لي تكون بذالك قد مهدت وفتحت الباب الاحتلال الوسط الجزائري باكمله

## مقدمة
في الأشهر الأولى من عام 1831، وفي غياب القوات الفرنسية، سارع سكان التيطري (إقليم وسط الدولة الجزائرية) إلى تجاهل سلطة مصطفى بن عمر وهو الباي الذي عينته فرنسا. وفي بداية فبراير 1831 سُمح لواحد من أبناء الباي السابق مصطفى بومزراق، بالعودة إلى المدية. والذي استغل هذه الفرصة ليضع نفسه على رأس تكتل قوي، وصلت تخطيطاته وقوته إلى حد إلزام الباي الذي عينته فرنسا، مصطفى بن عمر بالبقاء في المنزل، تحت حراسة قلة من السكان. كتب هذا الأخيررسالة في يونيو 1831 بعد أن اضمحلت سلطته، إلى الجنرال بيرتيزين، الذي حل محل الجنرال كلوزيل، ليعلمه أنه لم يعد قادرا على البقاء في منصبه مطالبا بمساعدة جيش الغزو الفرنسي.وفي 25 يونيو 1835، غادر الجنرال بيرتيزين مدينة الجزائر مع لوائين تلبية لنداءه ومن أجل قمع السكان المحليين الذين انتفضوا ضد الغزو الفرنسي.

## الغزو الفرنسي
في 25 حزيران / يونيو، قام الطابور الفرنسي بالتخييم قرب وادي الكرمة، وفي يوم 26 خيم أمام مدينة بوفاريك، وفي السابع والعشرين في مزرعة موزاية حيث بقيت كتيبة من الخط 50 في حالة تأهب. اجتاز فيلق الجيش ممر موزاية في 28 حزيران / يونيو، والتي عرفت معركة في السنة السابقة، وترك وراءه كتيبة من فوج المشاة من الخط 20 في المكان قبل أن يكمل طريقه إلى زمبوج-الزهراء التي وصلها في المساء وشهد فيها مقاومة من السكان بالطلقات النارية. بعد ذلك، وصل إلى المدية، في اليوم التاسع والعشرين، والتي دافع عنها عدد من الفرسان قبل أن يتغلب عليهم الفوج الثاني عشر للخيالة الفرنسية.
توجه بعدها الجنرال بيرتيزين إلى جبل العوارة في الأول من تموز (يوليو) من أجل قمع ثورة أخرى انطلقت فيه.

## ببليوغرافيا وملاحظات ومصادر ومراجع
- المتجر الرائع (1840) ، بقلم إدوارد شارتون، الصفحة 149.
- حوليات إدموند بيليسيه دي رينو الجزائرية، المجلد الأول، الكتاب الثامن
- ثمانية عشر شهرا في الجزائر بقلم بيير بيرثيزين